# نتایج انتخابات مجلس خبرگان رهبری (۱۳۹۴)
در انتخابات پنجمین دورهٔ مجلس خبرگان رهبری جناح‌های گوناگون کشور حضور فعالی داشتند

## فهرست‌ها
در این دوره از انتخابات مجلس خبرگان، چند فهرست اصلی در تهران و شهرستانها منتشر شد که عبارتند از:
- فهرست خبرگان مردم، به سرلیستی اکبر هاشمی رفسنجانی و با حضور اصلاح طلبان
- فهرست یاران اعتدال، به سرلیستی حسن روحانی و با حضور اصلاح طلبان
- فهرست جامعه روحانیت مبارز به سرلیستی محمدعلی موحدی کرمانی و با حضور اصولگرایان
- فهرست جامعه مدرسین حوزه علمیه قم به سرلیستی محمد یزدی و با حضور اصولگرایان

در ۲۸ بهمن ۱۳۹۴ و پس از آن که بی‌بی‌سی فارسی تحلیلی از شرایط انتخابات در تهران و امکان حذف محمد یزدی و محمدتقی مصباح یزدی از مجلس خبرگان آینده در صورت مشارکت گسترده مردم تهران و حامیان حسن روحانی و لیستی رأی دادن آنها را پخش نمود، سید علی خامنه‌ای، رهبر ایران دربارهٔ برخی برنامه‌ریزی‌ها برای حذف برخی چهره‌ها از مجلس خبرگان هشدار داد و گفت: «رادیوی انگلیسی دارد به مردم تهران دستورالعمل می‌دهد به فلانی رأی بدهید، به فلانی رأی ندهید! معنای این چیست؟ انگلیسی‌ها دلشان تنگ شده برای دخالت کردن در ایران;یک روزی بود که پادشاه کشور وقتی میخواست تصمیم مهمّی بگیرد، سفیر انگلیس را صدا میکرد و از او میپرسید که این کار را بکنم یا نکنم. انگلیس‌ها یک روزی این‌جور در امور کشور دخالت میکردند؛ بعد هم آمریکایی‌ها، یک مدّتی هم هر دو؛ امروز این دستها قطع شده است؛ امروز جلوی این دخالتها گرفته شده است به برکت انقلاب، به برکت بیداری مردم؛ دلشان تنگ شده، حالا از راه رادیو به مردم دارند دستور میدهند به فلانی رأی بدهید، به فلانی رأی ندهید اینکه ما عرض می‌کنیم در انتخابات، مردم با بصیرت، با آگاهی، با دانایی وارد بشوند، به‌خاطر این است؛ بدانند دشمن چه می‌خواهد؛ وقتی شما دانستی دشمن چه می‌خواهد، عکس او عمل می‌کنی؛ معلوم است.»
پس از اعلام نتیجهٔ این دوره از انتخابات خبرگان رهبری مشخص گردید که دو تن از اعضای قدیمی و رهبران اصولگرایان در این مجلس از جمله رئیس آن محمد یزدی و محمدتقی مصباح یزدی، پدر معنوی جبهه پایداری از کسب آرای کافی برای انتخاب مجدد بازمانده‌اند. احمد جنتی، دبیر شورای نگهبان نیز در جایگاه شانزدهم و به عنوان نفر آخر از حوزه انتخابیه تهران توانست وارد مجلس خبرگان شود.
در ۲۰ اسفند ۱۳۹۴، سید علی خامنه‌ای، از رای نیاوردن محمد یزدی و محمدتقی مصباح یزدی ابراز نارضایتی کرد و نبودن آنها در مجلس خبرگان پنجم را مایهٔ خسارت برای مجلس خبرگان دانست.
سهم فهرست‌ها در ۸۸ کرسی مجلس خبرگان
سهم گرایش‌ها در ۸۸ کرسی مجلس خبرگان (تخمینی)
|                           | مشترک جامعتین و خبرگان مردم | اصولگرایان اعتدالگرایان اصلاح طلبان | ۴۳         | ۴۸٫۸۶      |
|                           | اختصاصی جامعتین             | اصولگرایان                          | ۲۶         | ۲۹٫۵۴      |
|                           | اختصاصی خبرگان مردم         | اعتدالگرایان اصلاح طلبان            | ۱۳         | ۱۴٫۷۲      |
|                           | بدون فهرست                  | همهٔ جناح‌ها                          | ۵          | ۵٫۶۸       |
|                           | اختصاصی جامعه مدرسین        | اصولگرایان                          | ۱          | ۱٫۱۳       |
| مجموع                     | مجموع                       | مجموع                               | ۸۸         | ۱۰۰٪       |
| حوزه‌های ابطال‌شده          | حوزه‌های ابطال‌شده            | حوزه‌های ابطال‌شده                    | ۰          | ۰٪         |
| مجموع کرسی‌های مجلس خبرگان | مجموع کرسی‌های مجلس خبرگان   | مجموع کرسی‌های مجلس خبرگان           | ۸۸         | ۱۰۰٪       |
| آمار کل                   |                             |                                     |            |            |
| رای                       | رای                         | رای                                 | ۳۳٬۴۸۰٬۵۴۸ | ۳۳٬۴۸۰٬۵۴۸ |
| رای درست                  | رای درست                    | رای درست                            | ۳۲٬۲۸۹٬۰۴۹ | ۳۲٬۲۸۹٬۰۴۹ |
| رای باطله                 |                             |                                     |            |            |
| واجدان                    | واجدان                      | واجدان                              | ۵۴٬۹۱۵٬۰۲۴ | ۵۴٬۹۱۵٬۰۲۴ |
| مشارکت                    | مشارکت                      | مشارکت                              | ‍۶۰٫۹۷٪      | ‍۶۰٫۹۷٪      |

## نمایندگان
جدول نتایج انتخابات و افراد منتخب هر حوزه استانی به شرح زیر است:
| حوزهٔ انتخاباتی            | داوطلب                      | گرایش سیاسی         | فهرست                     | نتایج       | نتایج       | نتایج     | نتایج      | نتایج |
| حوزهٔ انتخاباتی            | داوطلب                      | گرایش سیاسی         | فهرست                     | مجموع رای‌ها | رأی‌های درست | شمار رأی  | درصد       | نتیجه |
| ------------------------- | --------------------------- | ------------------- | ------------------------- | ----------- | ----------- | --------- | ---------- | ----- |
| استان آذربایجان شرقی      | محسن مجتهد شبستری           | اصولگرا             | جامعتین                   |             | ۱٬۷۹۰٬۷۸۹   | ۷۴۳٬۸۱۸   | ۴۱٫۵۴٪     | برنده |
| استان آذربایجان شرقی      | علی ملکوتی                  |                     | جامعتین خبرگان مردم       | ۶۸۸٬۷۰۰     | ۱٬۷۹۰٬۷۸۹   | ۳۸٫۴۶٪    | برنده      |       |
| استان آذربایجان شرقی      | محمدتقی پورمحمدی            | اصولگرا             | جامعتین خبرگان مردم       | ۵۷۰٬۴۴۵     | ۱٬۷۹۰٬۷۸۹   | ۳۱٫۸۵٪    | برنده      |       |
| استان آذربایجان شرقی      | هاشم هاشم‌زاده هریسی         | اعتدالگرا           | خبرگان مردم               | ۴۷۶٬۸۸۸     | ۱٬۷۹۰٬۷۸۹   | ۲۶٫۶۳٪    | برنده      |       |
| استان آذربایجان شرقی      | محمد فیض سرابی              |                     | جامعتین خبرگان مردم       | ۴۱۵٬۰۱۴     | ۱٬۷۹۰٬۷۸۹   | ۲۳٫۱۸٪    | برنده      |       |
| استان آذربایجان غربی      | سید علی‌اکبر قریشی           | اصولگرا             | جامعتین                   |             | ۱٬۵۱۱٬۶۵۲   | ۸۲۲٬۰۲۷   | ۵۴٫۳۸٪     | برنده |
| استان آذربایجان غربی      | عسگر دیرباز                 | اصولگرا             | جامعتین                   | ۳۹۷٬۴۰۷     | ۱٬۵۱۱٬۶۵۲   | ۲۶٫۲۹٪    | برنده      |       |
| استان آذربایجان غربی      | جواد مجتهد شبستری           |                     | بدون فهرست                | ۲۴۷٬۲۴۰     | ۱٬۵۱۱٬۶۵۲   | ۱۶٫۳۶٪    | برنده      |       |
| استان اردبیل              | سید حسن عاملی               |                     | جامعتین خبرگان مردم       |             | ۶۱۲٬۳۲۰     | ۳۸۲٬۸۵۴   | ۶۲٫۵۳٪     | برنده |
| استان اردبیل              | فخرالدین موسوی ننه‌کرانی     | اعتدالگرا           | خبرگان مردم               | ۲۵۷٬۴۶۲     | ۶۱۲٬۳۲۰     | ۴۲٫۰۵٪    | برنده      |       |
| استان اصفهان              | سید یوسف طباطبایی‌نژاد       |                     | جامعتین خبرگان مردم       |             | ۱٬۹۷۶٬۰۶۱   | ۱٬۰۴۱٬۵۶۴ | ۵۲٫۷۱٪     | برنده |
| استان اصفهان              | سید ابوالحسن مهدوی          | اصولگرا             | جامعتین                   | ۸۴۰٬۲۳۸     | ۱٬۹۷۶٬۰۶۱   | ۴۲٫۵۲٪    | برنده      |       |
| استان اصفهان              | مرتضی مقتدایی               |                     | جامعتین خبرگان مردم       | ۸۲۵٬۳۷۱     | ۱٬۹۷۶٬۰۶۱   | ۴۱٫۷۷٪    | برنده      |       |
| استان اصفهان              | عبدالنبی نمازی              | اصولگرا             | جامعتین                   | ۸۲۲٬۹۶۱     | ۱٬۹۷۶٬۰۶۱   | ۴۱٫۶۵٪    | برنده      |       |
| استان اصفهان              | عبدالمحمود عبداللهی         | اصولگرا             | جامعتین                   | ۴۹۱٬۹۷۴     | ۱٬۹۷۶٬۰۶۱   | ۲۴٫۹۰٪    | برنده      |       |
| استان البرز               | سید محمدمهدی میرباقری       | اصولگرا             | جامعتین                   |             | ۸۰۰٬۲۷۵     | ۳۴۸٬۴۳۱   | ۴۳٫۵۴٪     | برنده |
| استان البرز               | محسن کازرونی                |                     | جامعتین خبرگان مردم       | ۲۸۲٬۸۵۶     | ۸۰۰٬۲۷۵     | ۳۵٫۳۴٪    | برنده      |       |
| استان ایلام               | سید محسن سعیدی گلپایگانی    | اصولگرا             | جامعتین                   |             | ۳۲۳٬۸۱۱     | ۱۳۶٬۹۱۹   | ۴۲٫۲۸٪     | برنده |
| استان بوشهر               | سید هاشم حسینی بوشهری       | اصولگرا             | جامعتین خبرگان مردم       |             | ۴۶۲٬۹۴۵     | ۳۷۴٬۱۳۷   | ۸۰٫۸۲٪     | برنده |
| استان تهران               | اکبر هاشمی رفسنجانی         | اعتدالگرا           | خبرگان مردم جامعه روحانیت |             | ۴٬۵۰۰٬۸۹۴   | ۲٬۳۰۵٬۴۱۹ | ۵۱٫۲۲٪     | برنده |
| استان تهران               | محمد امامی کاشانی           | اصولگرا             | جامعتین خبرگان مردم       | ۲٬۲۸۶٬۴۴۵   | ۴٬۵۰۰٬۸۹۴   | ۵۰٫۸۰٪    | برنده      |       |
| استان تهران               | حسن روحانی                  | اعتدالگرا           | خبرگان مردم جامعتین       | ۲٬۲۴۳٬۶۸۷   | ۴٬۵۰۰٬۸۹۴   | ۴۹٫۸۵٪    | برنده      |       |
| استان تهران               | محسن قمی                    | اعتدالگرا           | جامعتین خبرگان مردم       | ۲٬۲۳۶٬۹۵۳   | ۴٬۵۰۰٬۸۹۴   | ۴۹٫۷۰٪    | برنده      |       |
| استان تهران               | محمدعلی موحدی کرمانی        | اصولگرا             | جامعتین خبرگان مردم       | ۲٬۱۳۲٬۹۶۷   | ۴٬۵۰۰٬۸۹۴   | ۴۷٫۳۸٪    | برنده      |       |
| استان تهران               | قربانعلی دری نجف آبادی      |                     | خبرگان مردم جامعتین       | ۲٬۰۵۹٬۲۴۶   | ۴٬۵۰۰٬۸۹۴   | ۴۵٫۷۵٪    | برنده      |       |
| استان تهران               | محمد محمدی ری‌شهری           |                     | جامعتین خبرگان مردم       | ۱٬۹۷۶٬۵۶۷   | ۴٬۵۰۰٬۸۹۴   | ۴۳٫۹۱٪    | برنده      |       |
| استان تهران               | سید ابوالفضل میرمحمدی       | مستقل               | جامعتین خبرگان مردم       | ۱٬۹۷۳٬۸۴۲   | ۴٬۵۰۰٬۸۹۴   | ۴۳٫۸۵٪    | برنده      |       |
| استان تهران               | ابراهیم امینی               | اعتدالگرا           | جامعتین خبرگان مردم       | ۱٬۹۰۷٬۳۳۲   | ۴٬۵۰۰٬۸۹۴   | ۴۲٫۳۸٪    | برنده      |       |
| استان تهران               | سید محمود علوی              | اعتدالگرا           | خبرگان مردم               | ۱٬۷‍۱۲٬۹۷۰    | ۴٬۵۰۰٬۸۹۴   | ۳۸٫۰۶٪    | برنده      |       |
| استان تهران               | نصرالله شاه‌آبادی            |                     | خبرگان مردم               | ۱٬۴۴۹٬۳۱۳   | ۴٬۵۰۰٬۸۹۴   | ۳۲٫۲۰٪    | برنده      |       |
| استان تهران               | محمدعلی تسخیری              | اصولگرا             | خبرگان مردم جامعه روحانیت | ۱٬۴۴۹٬۰۸۳   | ۴٬۵۰۰٬۸۹۴   | ۳۲٫۲۰٪    | برنده      |       |
| استان تهران               | محسن اسماعیلی               | اعتدالگرا           | خبرگان مردم               | ۱٬۴۲۴٬۳۷۵   | ۴٬۵۰۰٬۸۹۴   | ۳۱٫۶۵٪    | برنده      |       |
| استان تهران               | محمدحسن زالی                | اعتدالگرا           | خبرگان مردم               | ۱٬۳۶۰٬۳۷۹   | ۴٬۵۰۰٬۸۹۴   | ۳۰٫۲۲٪    | برنده      |       |
| استان تهران               | سید هاشم بطحایی گلپایگانی   | اعتدالگرا           | خبرگان مردم               | ۱٬۳۳۱٬۰۵۶   | ۴٬۵۰۰٬۸۹۴   | ۲۹٫۵۷٪    | برنده      |       |
| استان تهران               | احمد جنتی                   | اصولگرا             | جامعتین                   | ۱٬۳۲۹٬۶۲۵   | ۴٬۵۰۰٬۸۹۴   | ۲۹٫۵۴٪    | برنده      |       |
| استان تهران               | محمد یزدی                   | اصولگرا             | جامعتین                   | ۱٬۲۵۰٬۰۸۲   | ۴٬۵۰۰٬۸۹۴   | ۲۷٫۷۷٪    | رای نیاورد |       |
| استان تهران               | سید محمد سجادی عطاآبادی     | اصلاح طلب           | خبرگان مردم               | ۱٬۲۲۱٬۶۹۴   | ۴٬۵۰۰٬۸۹۴   | ۲۷٫۱۴٪    | رای نیاورد |       |
| استان تهران               | محمدتقی مصباح یزدی          | اصولگرا             | جامعتین                   | ۱٬۰۲۰٬۶۰۵   | ۴٬۵۰۰٬۸۹۴   | ۲۲٫۶۷٪    | رای نیاورد |       |
| استان تهران               | محمدباقر باقری کنی          | اصولگرا             | جامعتین                   | ۹۸۲٬۱۴۰     | ۴٬۵۰۰٬۸۹۴   | ۲۱٫۸۲٪    | رای نیاورد |       |
| استان تهران               | علی مومن‌پور                 | اصولگرا             | جامعه مدرسین              | ۹۷۰٬۹۶۱     | ۴٬۵۰۰٬۸۹۴   | ۲۱٫۵۷٪    | رای نیاورد |       |
| استان تهران               | غلامرضا مصباحی مقدم         | اصولگرا             | جامعتین                   | ۹۴۹٬۲۲۶     | ۴٬۵۰۰٬۸۹۴   | ۲۱٫۰۸٪    | رای نیاورد |       |
| استان تهران               | علیرضا اعرافی               | اصولگرا             | جامعتین                   | ۹۲۵٬۷۲۷     | ۴٬۵۰۰٬۸۹۴   | ۲۰٫۵۶٪    | رای نیاورد |       |
| استان تهران               | عباسعلی اختری               | اصولگرا             | بدون فهرست                | ۹۱۱٬۲۸۹     | ۴٬۵۰۰٬۸۹۴   | ۲۰٫۲۴٪    | رای نیاورد |       |
| استان تهران               | سید محمدرضا مدرسی یزدی      | اصولگرا             | جامعتین                   | ۸۶۴٬۰۷۷     | ۴٬۵۰۰٬۸۹۴   | ۱۹٫۱۹٪    | رای نیاورد |       |
| استان تهران               | سید محمد امین خراسانی       | اعتدالگرا           | یاران اعتدال              | ۳۳۷٬۵۲۲     | ۴٬۵۰۰٬۸۹۴   | ۷٫۴۹٪     | رای نیاورد |       |
| استان تهران               | سید هاشم حمیدی              |                     | بدون فهرست                | ۲۲۳٬۲۶۰     | ۴٬۵۰۰٬۸۹۴   | ۴٫۹۶٪     | رای نیاورد |       |
| استان چهارمحال و بختیاری  | علیرضا اسلامیان             | اصولگرا             | جامعتین                   |             | ۴۲۷٬۵۳۶     | ۲۵۰٬۷۴۶   | ۵۳٫۰۶٪     | برنده |
| استان خراسان جنوبی        | سید ابراهیم رئیسی           | اصولگرا             | جامعتین                   |             | ۴۰۶٬۲۲۳     | ۳۲۵٬۱۳۹   | ۸۰٫۰٪      | برنده |
| استان خراسان رضوی         | سید محمود هاشمی شاهرودی     | اصولگرا             | جامعتین                   |             | ۲٬۷۸۰٬۶۳۹   | ۱٬۴۹۹٬۱۰۹ | ۵۳٫۹۱٪     | برنده |
| استان خراسان رضوی         | حسن عالمی                   | اصولگرا             | جامعتین خبرگان مردم       | ۱٬۲۸۵٬۹۹۰   | ۲٬۷۸۰٬۶۳۹   | ۴۶٫۲۵٪    | برنده      |       |
| استان خراسان رضوی         | سید احمد علم‌الهدی           | اصولگرا             | جامعتین                   | ۱٬۲۳۵٬۵۶۵   | ۲٬۷۸۰٬۶۳۹   | ۴۴٫۴۳٪    | برنده      |       |
| استان خراسان رضوی         | سید احمد حسینی              | اصولگرا             | جامعتین خبرگان مردم       | ۱٬۱۸۰٬۲۴۹   | ۲٬۷۸۰٬۶۳۹   | ۴۲٫۴۵٪    | برنده      |       |
| استان خراسان رضوی         | سید مجتبی حسینی             | اصولگرا             | جامعتین                   | ۸۹۷٬۰۲۸     | ۲٬۷۸۰٬۶۳۹   | ۳۲٫۲۶٪    | برنده      |       |
| استان خراسان رضوی         | محمدهادی عبدخدایی           | مستقل               | جامعتین خبرگان مردم       | ۸۷۳٬۱۴۳     | ۲٬۷۸۰٬۶۳۹   | ۳۱٫۴۰٪    | برنده      |       |
| استان خراسان شمالی        | حبیب‌الله مهمان‌نواز          | اصولگرا             | جامعتین                   |             | ۴۴۸٬۳۵۵     | ۱۷۶٬۱۳۶   | ۳۹٫۲۸٪     | برنده |
| استان خوزستان             | سید محمدعلی موسوی جزایری    | اصولگرا             | جامعتین خبرگان مردم       |             | ۱٬۹۹۳٬۲۵۹   | ۷۸۴٬۰۰۴   | ۳۹٫۳۳٪     | برنده |
| استان خوزستان             | عباس کعبی‌نسب                | اصولگرا             | جامعتین                   | ۷۱۳٬۵۲۱     | ۱٬۹۹۳٬۲۵۹   | ۳۵٫۸۰٪    | برنده      |       |
| استان خوزستان             | محسن حیدری آل‌کثیر           | اصولگرا             | جامعتین                   | ۶۶۸٬۴۱۷     | ۱٬۹۹۳٬۲۵۹   | ۳۳٫۵۳٪    | برنده      |       |
| استان خوزستان             | علی شفیعی                   | اصولگرا             | جامعتین خبرگان مردم       | ۶۰۹٬۲۹۴     | ۱٬۹۹۳٬۲۵۹   | ۳۰٫۵۷٪    | برنده      |       |
| استان خوزستان             | عبدالکریم فرحانی            | اصولگرا             | جامعتین                   | ۵۵۱٬۵۰۲     | ۱٬۹۹۳٬۲۵۹   | ۲۷٫۶۷٪    | برنده      |       |
| استان خوزستان             | محمدحسین احمدی شاهرودی      | اعتدالگرا           | خبرگان مردم               | ۴۴۸٬۸۲۵     | ۱٬۹۹۳٬۲۵۹   | ۲۲٫۵۲٪    | برنده      |       |
| استان زنجان               | محمد حاجی ابوالقاسم دولابی  | اصولگرا             | جامعه مدرسین              |             | ۵۲۵٬۴۸۵     | ۱۹۳٬۵۵۸   | ۳۶٫۸۳٪     | برنده |
| استان سمنان               | سید محمد شاهچراغی           |                     | جامعتین خبرگان مردم       |             | ۳۲۵٬۰۴۹     | ۲۲۴٬۲۱۵   | ۶۸٫۹۸٪     | برنده |
| استان سیستان و بلوچستان   | علی‌احمد سلامی               |                     | جامعتین خبرگان مردم       |             | ۱٬۱۱۷٬۲۶۱   | ۷۳۲٬۲۸۹   | ۶۵٫۵۴٪     | برنده |
| استان سیستان و بلوچستان   | عباسعلی سلیمانی             |                     | جامعتین خبرگان مردم       | ۴۱۷٬۸۶۷     | ۱٬۱۱۷٬۲۶۱   | ۳۷٫۴۰٪    | برنده      |       |
| استان فارس                | سید علی‌اصغر دستغیب          |                     | جامعتین خبرگان مردم       |             | ۲٬۱۵۱٬۸۴۷   | ۱٬۵۳۷٬۰۸۱ | ۷۱٫۴۳٪     | برنده |
| استان فارس                | احمد بهشتی                  |                     | جامعتین خبرگان مردم       | ۱٬۰۲۳٬۰۶۴   | ۲٬۱۵۱٬۸۴۷   | ۴۷٫۵۴٪    | برنده      |       |
| استان فارس                | اسدالله ایمانی              | اصولگرا             | جامعتین                   | ۹۵۵٬۲۰۶     | ۲٬۱۵۱٬۸۴۷   | ۴۴٫۳۹٪    | برنده      |       |
| استان فارس                | سید محمد فقیه               | اعتدالگرا           | خبرگان مردم               | ۵۶۰٬۶۱۴     | ۲٬۱۵۱٬۸۴۷   | ۲۶٫۰۵٪    | برنده      |       |
| استان فارس                | علی اکبر کلانتری            |                     | بدون فهرست                | ۵۵۵٬۹۳۹     | ۲٬۱۵۱٬۸۴۷   | ۲۵٫۸۴٪    | برنده      |       |
| استان قزوین               | علی اسلامی                  | اصولگرا             | جامعتین                   |             | ۵۳۹٬۹۲۵     | ۲۹۱٬۰۴۶   | ۵۳٫۹۰٪     | برنده |
| استان قزوین               | مجید تلخابی                 | اعتدالگرا           | خبرگان مردم               | ۲۰۹٬۷۳۹     | ۵۳۹٬۹۲۵     | ۳۸٫۸۵٪    | برنده      |       |
| استان قم                  | محمد مؤمن                   | اصولگرا             | جامعتین خبرگان مردم       |             | ۴۷۰٬۰۱۳     | ۳۳۳٬۱۴۹   | ۷۰٫۸۸٪     | برنده |
| استان کردستان             | فائق رستمی                  | اعتدالگرا           | خبرگان مردم               |             | ۶۲۰٬۴۵۸     | ۱۴۲٬۹۵۶   | ۲۳٫۰۴٪     | برنده |
| استان کردستان             | سید محمد حسینی شاهرودی      |                     | بدون فهرست                | ۱۳۳٬۳۷۶     | ۶۲۰٬۴۵۸     | ۲۱٫۵۰٪    | برنده      |       |
| استان کرمان               | سید احمد خاتمی              | اصولگرا             | جامعتین                   |             | ۱٬۳۱۰٬۲۳۴   | ۷۰۱٬۹۷۲   | ۵۳٫۵۸٪     | برنده |
| استان کرمان               | محمد بهرامی خوشکار          |                     | جامعتین خبرگان مردم       | ۶۷۲٬۶۰۸     | ۱٬۳۱۰٬۲۳۴   | ۵۱٫۳۳٪    | برنده      |       |
| استان کرمان               | امان‌الله علیمرادی           | اصولگرا             | جامعتین خبرگان مردم       | ۵۵۹٬۶۵۶     | ۱٬۳۱۰٬۲۳۴   | ۴۲٫۷۱٪    | برنده      |       |
| استان کرمانشاه            | امان نریمانی                | اعتدالگرا           | خبرگان مردم               |             | ۸۹۹٬۹۸۱     | ۳۸۴٬۷۸۸   | ۴۲٫۷۶٪     | برنده |
| استان کرمانشاه            | محمود محمدی عراقی           | اصولگرا             | جامعتین خبرگان مردم       | ۲۷۰٬۹۰۴     | ۸۹۹٬۹۸۱     | ۳۰٫۱۰٪    | برنده      |       |
| استان کهگیلویه و بویراحمد | سید شرف‌الدین ملک‌حسینی       |                     | جامعتین خبرگان مردم       |             | ۴۰۰٬۶۱۷     | ۳۲۷٬۸۶۴   | ۸‍‍۱٫۸۴٪     | برنده |
| استان گلستان              | سید کاظم نورمفیدی           | اصلاح طلب اعتدالگرا | خبرگان مردم جامعه روحانیت |             | ۹۱۶٬۳۵۷     | ۵۱۴٬۵۷۲   | ۵۶٫۱۵٪     | برنده |
| استان گلستان              | سید عبدالهادی حسینی شاهرودی |                     | خبرگان مردم جامعه روحانیت | ۳۹۴٬۹۲۰     | ۹۱۶٬۳۵۷     | ۴۳٫۱۰٪    | برنده      |       |
| استان گیلان               | سید علی حسینی اشکوری        | اعتدالگرا           | خبرگان مردم جامعه روحانیت |             | ۱٬۱۷۳٬۲۴۱   | ۳۵۴٬۹۱۸   | ۳۰٫۲۵٪     | برنده |
| استان گیلان               | زین‌العابدین قربانی          |                     | جامعتین خبرگان مردم       | ۳۳۱٬۲۸۳     | ۱٬۱۷۳٬۲۴۱   | ۲۸٫۲۴٪    | برنده      |       |
| استان گیلان               | رضا رمضانی                  |                     | جامعتین خبرگان مردم       | ۳۳۰٬۶۰۶     | ۱٬۱۷۳٬۲۴۱   | ۲۸٫۱۸٪    | برنده      |       |
| استان گیلان               | احمد پروایی ریک             |                     | بدون فهرست                | ۳۰۵٬۰۷۳     | ۱٬۱۷۳٬۲۴۱   | ۲۶٪       | برنده      |       |
| استان لرستان              | احمد مبلغی                  |                     | خبرگان مردم جامعه روحانیت |             | ۸۸۴٬۱۴۴     | ۴۰۰٬۷۳۲   | ۴۵٫۳۲٪     | برنده |
| استان لرستان              | هاشم نیازی                  | اصولگرا             | جامعتین                   | ۳۸۲٬۵۲۳     | ۸۸۴٬۱۴۴     | ۴۳٫۲۶٪    | برنده      |       |
| استان مازندران            | صادق آملی لاریجانی          | اصولگرا             | جامعتین                   |             | ۱٬۶۲۰٬۵۵۲   | ۶۸۲٬۸۱۷   | ۴۲٫۱۳٪     | برنده |
| استان مازندران            | نورالله طبرسی               |                     | جامعتین خبرگان مردم       | ۶۱۲٬۶۷۳     | ۱٬۶۲۰٬۵۵۲   | ۳۷٫۸۱٪    | برنده      |       |
| استان مازندران            | علی معلمی                   | اصولگرا             | جامعتین                   | ۵۵۶٬۷۵۰     | ۱٬۶۲۰٬۵۵۲   | ۳۴٫۳۶٪    | برنده      |       |
| استان مازندران            | سید رحیم توکل               |                     | خبرگان مردم               | ۴۸۸٬۸۱۷     | ۱٬۶۲۰٬۵۵۲   | ۳۰٫۱۶٪    | برنده      |       |
| استان مرکزی               | محسن اراکی                  | اصولگرا             | جامعتین                   |             | ۶۳۴٬۵۴۵     | ۲۴۲٬۱۴۶   | ۳۸٫۱۶٪     | برنده |
| استان مرکزی               | احمد محسنی گرکانی           |                     | جامعتین خبرگان مردم       | ۲۰۷٬۶۵۵     | ۶۳۴٬۵۴۵     | ۳۲٫۷۳٪    | برنده      |       |
| استان هرمزگان             | سید روح‌الله صدرالساداتی     | اصولگرا             | بدون فهرست                |             | ۶۳۴٬۵۴۵     | ۴۲۰٬۶۹۹   | ۶۶٫۳۰٪     | برنده |
| استان همدان               | سید مصطفی موسوی فراز        | اصولگرا             | جامعتین                   |             | ۸۴۵٬۲۵۳     | ۴۴۱٬۳۲۱   | ۵۲٫۲۱٪     | برنده |
| استان همدان               | غیاث الدین طه محمدی         |                     | جامعتین خبرگان مردم       | ۳۱۹٬۶۵۶     | ۸۴۵٬۲۵۳     | ۳۷٫۸۲٪    | برنده      |       |
| استان یزد                 | ابوالقاسم وافی یزدی         |                     | جامعتین خبرگان مردم       |             | ۴۹۳٬۹۷۰     | ۳۲۸٬۲۰۶   | ۶۶٫۴۴٪     | برنده |